# غويليرم توريس
غويليرم دوس سانتوس توريس (بالبرتغالية: Guilherme dos Santos Torres) (مواليد 5 أبريل 1991) هو لاعب كرة قدم برازيلي ، يلعب في مركز خط الوسط وخط وسط الدفاعي وخط وسط الهجومي , ويلعب حاليًا لنادي السد القطري.

## روابط خارجية
- غويليرم دوس سانتوس توريس على موقع الاتحاد الأوربي (الإنجليزية)
- غويليرم دوس سانتوس توريس على موقع قاعدة بيانات كرة القدم.إي يو (الإنجليزية)
- غويليرم دوس سانتوس توريس على موقع Soccerbase.com (لاعب) (الإنجليزية)
- غويليرم دوس سانتوس توريس على موقع Soccerway.com (الإنجليزية)
- غويليرم دوس سانتوس توريس على موقع AS.com (الإسبانية)